# Call of Duty: World at War
Call of Duty: World at War je prvoosebna strelska videoigra, ki jo je razvilo podjetje Treyarch in založilo podjetje Activision. V Severni Ameriki je izšla 11. novembra 2008 in v Evropi 14. novembra 2008, sprva za računalniški operacijski sistem Microsoft Windows in igralne konzole PlayStation 3, Wii ter Xbox 360. Je peta igra v seriji iger Call of Duty, neupoštevajoč razširitve. 
Dogajanje je postavljeno nazaj v drugo svetovno vojno, za razliko od prejšnje igre Call Of Duty 4: Modern Warfare, kjer je bilo dogajanje postavljeno v današnji čas. Izdelani sta bili tudi različici za igralni konzoli Nintendo DS in PlayStation 2, ki imata drugačno zgodbo, a sta še vedno postavljeni drugo svetovno vojno ter različica za mobilni operacijski sistem Windows Mobile, ki jo je izdelalo podjetje Glu Mobile. Igra temelji na izboljšani različici pogona za Call Of Duty 4: Modern Warfare, ki ga je razvilo podjetje Infinity Ward, s poudarkom na izboljšavah zvočnih in grafičnih učinkov.